# Klaus Schmidt-Hebbel
Klaus Schmidt-Hebbel Dunker (Santiago, 26 de febrero de 1955) es un economista, investigador y consultor chileno. Ha ocupado destacados cargos en instituciones nacionales e internacionales, entre ellos Economista Jefe y Director del Departamento Económico de la Organización para la Cooperación y el Desarrollo Económicos (OCDE) entre 2008 y 2009.
Actualmente es Profesor Titular en la Universidad del Desarrollo y la Pontificia Universidad Católica de Chile. Es conferencista y director de empresas y fundaciones.

## Formación académica
Estudió ingeniería comercial con mención en economía y obtuvo un Master of Arts en economía en la Pontificia Universidad Católica de Chile en 1978, ambos con la distinción summa cum laude.
Posteriormente, completó su doctorado en economía en el Instituto Tecnológico de Massachusetts (MIT) en 1986, con una tesis dirigida por los destacados economistas Rudi Dornbusch y Paul Krugman, Premio Nobel de Economía.

## Carrera profesional
Klaus Schmidt-Hebbel ha desempeñado una prolífica carrera en el ámbito académico y en organismos públicos y privados:
- Banco Mundial (1988-1996): Economista Principal del Departamento de Investigación en Washington, donde lideró estudios sobre política fiscal, ahorro, reformas de pensiones y crecimiento económico.
- Banco Central de Chile (1996-2008): Como primer Gerente de Investigación Económica, dirigió la investigación del Banco y participó en el diseño y la implementación del régimen monetario de metas de inflación y el sistema cambiario flexible, contribuyendo a la estabilidad macroeconómica del país.
- OCDE (2008-2009): En su rol como Economista Jefe y Director del Departamento Económico de la OCDE, supervisó estudios globales sobre política económica, con un enfoque en reformas estructurales y crecimiento inclusivo. Su liderazgo incluyó la asesoría a los países miembros durante la Crisis Financiera Global y la elaboración de los informes emblemáticos “Economic Outlook” y “Going for Growth”.
- Consultoría: Ha asesorado a más de 40 gobiernos, incluyendo Nueva Zelanda, Finlandia, México, Uruguay, Colombia y Chile; 30 bancos centrales, incluyendo el Banco Central Europeo, el Banco de Canadá, el Banco de la Reserva de Australia y el Banco Central de Brasil; institucionales internacional (G20, FMI, Banco Mundial, BID) y múltiples asociaciones y corporaciones internacionales.[9] Sus consultorías han abarcado políticas monetarias y fiscales, reformas previsionales, mercados de capitales, políticas de crecimiento y proyecciones económicas.

Actualmente, es miembro de múltiples directores y consejos asesores, entre ellos los de la Fundación Chilena del Pacífico, Reforestemos y The Nature Conservancy.

## Docencia
Ha ejercido la docencia en diversas instituciones, destacando su labor como profesor titular en la Pontificia Universidad Católica de Chile y la Universidad del Desarrollo. Fue instructor en el Massachusetts Institute of Technology (MIT) y profesor adjunto en la Universidad de Georgetown. Su docencia abarca macroeconomía, finanzas internacionales y desarrollo económico.

## Investigación y publicaciones
Schmidt-Hebbel es autor o editor de 20 libros y más de 100 artículos en revistas científicas. Su investigación se ha centrado en políticas macroeconómicas, ahorro, sistemas de pensiones, crecimiento y desarrollo. 
Ha fundado o editado revistas académicas como Journal of Central Banking, Journal of International Economics and Economic Policy, J, Economía Chilena, Revista de Análisis Económico y la Serie de Libros del Banco Central de Chile; además es árbitro muchas de revistas científicas internacionales.
Ha organizado decenas de conferencias internacionales de economía y es Presidente de Exponencial, la conferencia anual interdisciplinaria de la Universidad del Desarrollo.

## Políticas Públicas
Además de sus asesorías internacionales, contribuye regularmente a propuestas y análisis de políticas públicas a través de la publicación de documentos (CIES-UDD), columnas de diarios (El Mercurio) y la participación en paneles y entrevistas a nivel internacional y en Chile.

## Reconocimientos
- Reconocido entre los economistas más citados de Latinoamérica según RePEc[16][17][18]
- Economista del Año elegido por sus pares, Economía y Negocios de El Mercurio (2008).[19][20]
- Orden Vicente Pérez Rosales de la Liga Chileno Alemana (2012).[cita requerida]
- Premio del Club Monetario de la Universidad Finis Terrae(2013).[21]